# Marco Cignini
Marco Cignini (22 juni 1989) is een Italiaans langebaanschaatsster. Hij is een middenafstandspecialist, met als favoriete afstand de 1500 meter. Daarnaast maakte hij ook geregeld deel uit van de Italiaanse achtervolgingsploeg.
Op nationaal niveau kwam Cignini op als een nieuwe concurrent voor Enrico Fabris, Luca Stefani en Matteo Anesi. In 2009 debuteerde hij op het EK allround met een 18e plaats. Op nationaal niveau heeft hij nog geen medailles veroverd bij seniorentoernooien.

## Persoonlijke records
| Afstand      | Tijd     | Datum            | Baan           |
| ------------ | -------- | ---------------- | -------------- |
| 500 meter    | 37,50    | 17 maart 2012    | Calgary        |
| 1000 meter   | 1.13,28  | 25 oktober 2009  | Erfurt         |
| 1500 meter   | 1.48,49  | 11 december 2009 | Salt Lake City |
| 3000 meter   | 3.49,26  | 3 november 2013  | Calgary        |
| 5000 meter   | 6.29,62  | 14 maart 2012    | Calgary        |
| 10.000 meter | 13.29,47 | 2 december 2012  | Astana         |

## Resultaten
| Jaar | NK Sprint | NK Allround | WK Allround | EK Allround | WK Afstanden     | WK Junioren           |
| ---- | --------- | ----------- | ----------- | ----------- | ---------------- | --------------------- |
| 2006 |           |             |             |             |                  | NC35 8e achtervolging |
| 2007 |           |             |             |             |                  | 17e 5e achtervolging  |
| 2008 |           |             |             |             |                  | 9e · achtervolging    |
| 2009 | NC6       | NC6         | NC18        |             |                  |                       |
| 2010 | Brons     | Brons       |             |             |                  |                       |
| 2011 |           | Brons       | NC24        |             | 7e Achtervolging |                       |
| 2012 | 5e        | Zilver      | NC20        |             |                  |                       |
| 2013 | NS3       | Brons       |             | NC23        | DQ 10000m        |                       |
| 2014 |           | Zilver      |             |             |                  |                       |
| 2015 | 8e        | Brons       |             |             |                  |                       |

NC = niet gekwalificeerd voor de vierde afstand

### Medaillespiegel
| Kampioenschap | Goud | Zilver | Brons |
| ------------- | ---- | ------ | ----- |
| WK Junioren   | 0    | 1      | 0     |